# 커머슨돌고래
커머슨돌고래(Cephalorhynchus commersonii)는 흑백돌고래속에 속하는 4종의 돌고래 중 하나이다. 머리코돌고래, 세팔리돌고래 또는 판다돌고래로도 불린다. 학명은 1767년 마젤란 해협에서 이 돌고래를 처음 관찰한 커머슨(Philibert Commerson)의 이름을 딴 것이다.
커머슨 돌고래의 주 서식지는 남아메리카 주변 연안과 케르겔렌 제도 주변 연안이며, 인도양에 아종이 서식한다.

## 같이 보기
- 고래류의 종 목록